# Stanisław Cieśliński
Stanisław Cieśliński (ur. 20 kwietnia 1935 w Makowcu) – polski inżynier leśnik, biolog, profesor nauk przyrodniczych, prezes Kieleckiego Towarzystwa Naukowego (1986–1989), rektor Wyższej Szkoły Pedagogicznej w Kielcach (1996–1999).

## Życiorys
Absolwent Liceum Pedagogicznego w Radomiu (1953). W 1958 ukończył studia z zakresu biologii na Uniwersytecie Łódzkim. Tam też został przyjęty na seminarium doktoranckie w Zakładzie Ewolucjonizmu i w 1968 doktoryzował się. Stopień doktora habilitowanego uzyskał w 1981 na Uniwersytecie im. Adama Mickiewicza w Poznaniu. Profesorem nadzwyczajnym został w 1989, a zwyczajnym – sześć lat później.
Pracował jako nauczyciel w liceum ogólnokształcącym przy Oficerskiej Szkole Lotniczej w Radomiu, Szkole Podstawowej nr 1, Studium Nauczycielskim i Technikum i Zasadniczej Szkole Zawodowej Zakładów Metalowych (wicedyrektor). W latach 1968–1971 był inspektorem szkolnym w Prezydium Miejskiej Rady Narodowej w Radomiu. W 1971 przeszedł do pracy w VI Liceum Ogólnokształcącym im. Jana Kochanowskiego w Radomiu. W latach 1972–1973 był jego dyrektorem.
W 1973 został zatrudniony w Wyższej Szkole Pedagogicznej w Kielcach. Przez 30 lat był kierownikiem Pracowni oraz Zakładu Botaniki (1973–2002 i 2005–2006), a w latach 1978–1982 pełnił funkcję dziekana Wydziału Matematyczno-Przyrodniczego. Ponadto był dyrektorem Instytutu Biologii i prorektorem uczelni (1982–1984). Od 1 września 1996 do 31 sierpnia 1999 sprawował funkcję rektora WSP w Kielcach. W czasie jego kadencji Senat uczelni podjął uchwałę w sprawie formalnego wniosku o przekształcenie Wyższej Szkoły Pedagogicznej w Akademię Świętokrzyską. W 2006 przeszedł na emeryturę.
Był członkiem zarządu Polskiego Towarzystwa Botanicznego i Polskiej Akademii Nauk (Komitet Botaniki i Komitet Ochrony Przyrody). W 2001, za wybitne zasługi w pracy naukowej i dydaktycznej, został odznaczony Krzyżem Oficerskim Orderu Odrodzenia Polski. W 2004 otrzymał Medal im. Profesora Zygmunta Czubińskiego za pracę Atlas rozmieszczenia porostów (Lichenes) w Polsce północno-wschodniej. Pomysłodawca utworzenia w Kielcach Ogrodu Botanicznego.